# アルバート・サビン
- アルバート・サビン
- アルバート・セイビン

アルバート・サビン（アルバート・セイビン、Albert Bruce Sabin, [ˈseɪbɪn]、1906年8月26日 - 1993年3月3日）は、アメリカ合衆国の医学者で、経口ポリオワクチンの開発で知られる。

## 生涯
セイビンはロシア（現ポーランド）のビャウィストクでユダヤ人の両親の下に生まれ、1921年に家族でアメリカ合衆国に移住した。1930年に帰化し、Abram SaperstejnからAlbert Bruce Sabinと改名した。
セイビンは1931年にニューヨーク大学で医学士号を取り、1931年から1933年にかけて、ニューヨークのベルビュー・ホスピタル・センターで内科学、病理学、外科学について指導を受けた。1934年にイングランドのリスター予防医学研究所で研究を行い、その後、ロックフェラー医学研究所（現在のロックフェラー大学）に移籍した。この時期に彼は感染症に強い興味を持って研究を行った.1939年にオハイオ州シンシナティのシンシナティ小児科病院医療センターに移籍した。第二次世界大戦中はアメリカ陸軍医療隊の中佐として、デング熱や日本脳炎のワクチンの開発を行った。戦後はGHQの要請で日本脳炎の研究のため来日、佐々学が助手を務めた。
小児科病院での勤務を続けつつ、1946年にはシンシナティ大学の小児科部部長となった。

## トキソプラズマ
セイビンはトキソプラズマ症の初期の研究において重要な貢献をしている。1937年、頭痛や痙攣のため入院し脳炎で死亡した6歳男児の病理解剖で、脳からトキソプラズマが検出された。このときセイビンはポリオ感染を疑い脳組織の一部をマウスに接種しており、そこから樹立されたのが初のトキソプラズマ分離株であるRH株である（RHは男児のイニシャルに由来する）。またセイビンは1948年にトキソプラズマ抗体の検査法として信頼性の高い色素試験を開発している。

## ポリオの研究
ポリオの脅威が増大するに連れて、セイビンやジョナス・ソーク、ヒラリー・ コプロフスキーらは病気を予防、緩和するワクチンの探索を始めた。1955年、ソークの死菌ワクチンが実用に供された。これはポリオの合併症の予防に効果的だったが、最初の感染は防げなかった。セイビンは、1954年末に最初の経口弱毒化生ワクチンの試験を行った。1956年から1960年にかけて、彼はロシア人の同僚と経口ワクチンを完成させるための研究を行い、その効果と安全性を証明した。セイビンのワクチンは、腸に働いてポリオウイルスが血管に入るのを阻止する。セイビンは、ポリオウイルスが腸内で増殖し、攻撃するのを発見した。経口ワクチンはポリオの伝播を阻止し、将来的なポリオ根絶の可能性を示した。
1955年から1960年にかけて、ポリオワクチンはソビエト連邦、東ヨーロッパの一部、シンガポール、メキシコ、オランダ等で少なくとも1億人以上の人にテストされ、1960年4月にアメリカ合衆国で初めてシンシナティの18万人の児童に大規模接種された。セイビンらが開発した大量接種法により、シンシナティでは効率的にポリオが根絶された。「セービン日曜日（Sabin Sundays）」はアメリカ全土で日曜日に実施された任意予防接種プログラムで、何百万人もの子どもたちが液体ポリオワクチンを混ぜた角砂糖を口に投与された。
死菌ワクチンを支援していた小児麻痺救済基金の反対にあったが、セイビンは3株のワクチンを承認させるためにアメリカ公衆衛生局（CDC)を説得した。公衆衛生局では行き詰まっていたが、ソビエト連邦は、日本等のポリオが蔓延している地域に大量の経口ワクチンを送り、人道主義に貢献した。ワクチンにはアメリカ合衆国の基金等が用いられたが、一般のアメリカ人には行き渡らなかった。
セイビンはソークの不活化ワクチンの使用に猛反対し、その使用を阻止しようとした。
セイビン（Sabin）の名は、ポリオ生ワクチンの別名「セービンワクチン（Sabin vaccine）」、不活化ポリオワクチンの「セービン株（Sabin-derived IPV）」、に観られる。

## 晩年
1970年からイスラエルのワイツマン科学研究所に勤務し、1974年にはアメリカ国立癌研究所を経て、サウスカロライナ大学医学部で教鞭を執るなど、精力的に働いた。しかし、1983年にセイビンは頸椎の硬化症に罹り、麻痺と激痛に襲われるようになった 。キース・オルバーマンによると、セイビンはテレビのインタビューで、残りの人生を痛みの軽減のために使うことを決意したと語っている。
1993年にワシントンD.C.で亡くなった。

## 受賞など
- 1958年1月2日 ポリオの殿堂
- 1962年 コッホ・ゴールドメダル
- 1965年 ラスカー・ドゥベーキー臨床医学研究賞
- 1970年 アメリカ国家科学賞
- 1986年 大統領自由勲章
- 1999年 シンシナティ小児科病院医療センターの建物に献名
- 2006年3月 アメリカ合衆国郵便公社が87セント切手を発行[9]